# Kaohsiung
Kaohsiung (en chino tradicional, 高雄; Hanyu Pinyin: Gāoxióng, POJ: Ko-hiông) o Takao (打狗; POJ: Táⁿ-káu) es la tercera ciudad en tamaño de la República de China (Taiwán). Con una población de alrededor de 2 777 000 habitantes según el último censo de 2020, está dividida en 11 distritos. 
Kaohsiung es una de las cinco "municipalidades especiales" taiwanesas junto con Taipéi, Nueva Taipéi, Taichung y Tainan, ciudades con gran autonomía y con su propio yuan legislativo (delegación del Parlamento).
A diferencia de Taipéi, las calles y avenidas de Kaohsiung son anchas y grandes, con un tráfico menos congestionado que el de la capital. Sin embargo, la contaminación atmosférica alrededor de la ciudad es notablemente alta debido, sobre todo, a la industria del acero asentada en la zona. Kaohsiung es el mayor puerto de Taiwán (aunque no está regido por el gobierno municipal), siendo, por lo tanto, el destino de la mayoría del petróleo importado. También acoge gran cantidad de industrias siderúrgicas.
El área de Kaohsioung es de gran importancia para la exportación: produce aluminio, madera y productos de papel, fertilizantes, cemento, metales, maquinaria y barcos, y es el centro de la industria naval taiwanesa, así como base principal de la Armada de la República de China. Su sistema de metro, en funcionamiento desde 2008, es conocido como KMRT (Rápido Tránsito de Masas de Kaohsiung) y posee varias de las más bellas estaciones que existen en el mundo. 
Kaohsiung acogió como sede principal los Juegos Mundiales de 2009, una competición multideportiva que consiste, básicamente, en los deportes que no figuran en la lista de los Juegos Olímpicos.

## Subdivisión administrativa
Takau es una ciudad que se encuentra dividida en 11 distritos diferentes, encuadrados en 3 zonas de la urbe:

### La Zona Antigua
- Chienchin ch'u (前金區)
- Kushan ch'u (鼓山區)
- Yencheng ch'u (鹽埕區)
- Tsoying ch'u (左營區)

### La Zona Centro
- Chienchen ch'u (前鎮區)
- Hsinhsing ch'u (新興區)
- Lingya ch'u (苓雅區)

### Otras zonas
- Sanming ch'u (三民區)
- Nantze ch'u (楠梓區)
- Chichin ch'u (旗津區)
- Hsiaokang ch'u (小港區)

(Estos no son nombres tradicionales, sino los nuevos nombres en mandarín usados por el gobierno de la República de China.)

## Geografía
Kaohsiung está situada en la costa sudoeste de la isla, frente al estrecho de Taiwán. Los distritos de la zona centro se encuentran en el centro del puerto de Kaohsiung, con la isla de Chijin en la otra parte del puerto como un rompeolas natural. El río Ai entra en el puerto de la ciudad a través de la zona antigua y de la zona centro. El puerto de Zuoying se encuentra al norte del puerto de Kaohsiung y del centro de la ciudad.

### Clima
La ciudad se encuentra al sur del trópico de Cáncer, tiene por lo tanto un clima de ascendencia tropical con unas temperaturas medias que oscilan entre los 18.6 y los 28.7 °C y, además, una humedad media entre el 60 % y el 81 %. La media anual de precipitaciones es aproximadamente de 1885 mm.
| Parámetros climáticos promedio de Kaohsiung, Taiwán                       | Parámetros climáticos promedio de Kaohsiung, Taiwán | Parámetros climáticos promedio de Kaohsiung, Taiwán | Parámetros climáticos promedio de Kaohsiung, Taiwán | Parámetros climáticos promedio de Kaohsiung, Taiwán | Parámetros climáticos promedio de Kaohsiung, Taiwán | Parámetros climáticos promedio de Kaohsiung, Taiwán | Parámetros climáticos promedio de Kaohsiung, Taiwán | Parámetros climáticos promedio de Kaohsiung, Taiwán | Parámetros climáticos promedio de Kaohsiung, Taiwán | Parámetros climáticos promedio de Kaohsiung, Taiwán | Parámetros climáticos promedio de Kaohsiung, Taiwán | Parámetros climáticos promedio de Kaohsiung, Taiwán | Parámetros climáticos promedio de Kaohsiung, Taiwán |
| Mes                                                                       | Ene.                                                | Feb.                                                | Mar.                                                | Abr.                                                | May.                                                | Jun.                                                | Jul.                                                | Ago.                                                | Sep.                                                | Oct.                                                | Nov.                                                | Dic.                                                | Anual                                               |
| ------------------------------------------------------------------------- | --------------------------------------------------- | --------------------------------------------------- | --------------------------------------------------- | --------------------------------------------------- | --------------------------------------------------- | --------------------------------------------------- | --------------------------------------------------- | --------------------------------------------------- | --------------------------------------------------- | --------------------------------------------------- | --------------------------------------------------- | --------------------------------------------------- | --------------------------------------------------- |
| Temp. máx. abs. (°C)                                                      | 31.7                                                | 33.3                                                | 33.4                                                | 34.9                                                | 35.5                                                | 37.2                                                | 37.1                                                | 36.1                                                | 37.6                                                | 35.3                                                | 34.4                                                | 33.0                                                | 37.6                                                |
| Temp. máx. media (°C)                                                     | 23.9                                                | 24.7                                                | 26.8                                                | 29.1                                                | 30.8                                                | 31.7                                                | 32.4                                                | 31.9                                                | 31.5                                                | 30.0                                                | 27.9                                                | 25.1                                                | 28.8                                                |
| Temp. media (°C)                                                          | 19.3                                                | 20.3                                                | 22.6                                                | 25.4                                                | 27.5                                                | 28.6                                                | 29.2                                                | 28.7                                                | 28.2                                                | 26.7                                                | 24.1                                                | 20.7                                                | 25.1                                                |
| Temp. mín. media (°C)                                                     | 15.7                                                | 16.7                                                | 19.2                                                | 22.4                                                | 24.8                                                | 26.0                                                | 26.4                                                | 26.1                                                | 25.6                                                | 24.0                                                | 21.0                                                | 17.2                                                | 22.1                                                |
| Temp. mín. abs. (°C)                                                      | 5.7                                                 | 6.6                                                 | 6.8                                                 | 9.8                                                 | 15.9                                                | 18.2                                                | 21.0                                                | 20.8                                                | 20.1                                                | 14.6                                                | 12.5                                                | 4.4                                                 | 4.4                                                 |
| Lluvias (mm)                                                              | 16.0                                                | 20.5                                                | 38.8                                                | 69.8                                                | 197.4                                               | 415.3                                               | 390.9                                               | 416.7                                               | 241.9                                               | 42.7                                                | 18.7                                                | 16.2                                                | 1884.9                                              |
| Días de lluvias (≥ 0.1 mm)                                                | 3.2                                                 | 3.7                                                 | 4.0                                                 | 5.8                                                 | 9.3                                                 | 13.8                                                | 12.9                                                | 16.3                                                | 11.2                                                | 3.5                                                 | 2.6                                                 | 2.3                                                 | 88.6                                                |
| Horas de sol                                                              | 174.7                                               | 165.8                                               | 187.0                                               | 189.1                                               | 198.5                                               | 199.9                                               | 221.4                                               | 193.7                                               | 175.7                                               | 182.4                                               | 162.2                                               | 161.8                                               | 2212.2                                              |
| Humedad relativa (%)                                                      | 72.7                                                | 73.5                                                | 73.2                                                | 75.1                                                | 76.9                                                | 80.1                                                | 78.7                                                | 80.5                                                | 78.9                                                | 75.5                                                | 73.3                                                | 71.9                                                | 75.9                                                |
| Fuente: Central Weather Bureau (Normals 1981–2010, Extremes 1931–present) |                                                     |                                                     |                                                     |                                                     |                                                     |                                                     |                                                     |                                                     |                                                     |                                                     |                                                     |                                                     |                                                     |

## Historia

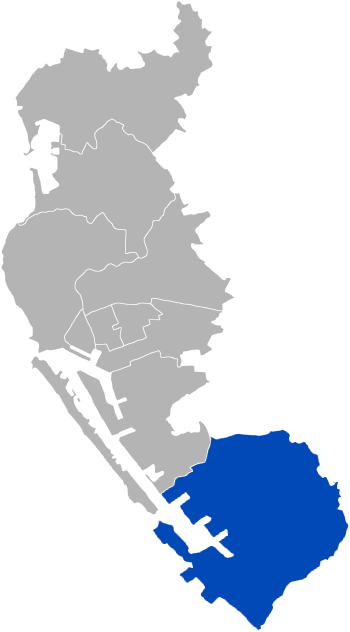
Vista del distrito de Siaogang, en Kaohsiung.

La ciudad creció desde una pequeña ciudad llamada en el siglo XVII Táⁿ-káu (打狗) en el idioma taiwanés holo, el cual era hablado por la mayoría de los primeros inmigrantes (pronunciado "Dagou" en chino). El nombre proviene de "Makatao", el nombre de una tribu local, cuyo significado era "bosque de bambú" en el idioma de dicha tribu. Los holandeses establecieron un fuerte en la zona en 1624, pero fueron expulsados por los chinos en 1661. Siguiendo con su nombre originario más allá de los últimos años de la década de 1670, cuando la ciudad creció considerablemente con los inmigrantes provenientes de China. En 1684 la ciudad fue renombrada como Fengshan (鳳山縣) y considerada como una parte de la prefectura de Taiwán. Esta época fue la primera en la cual la ciudad fue considerada como un puerto abierto, algo que perduró en la totalidad de la década de 1680.
En 1895 la isla de Taiwán fue cedida a Japón por medio del Tratado de Shimonoseki, bajo cuya administración estuvo hasta el final de la Segunda Guerra Mundial. Durante este período fue cuando la ciudad cambió su nombre, desde el originario 打狗 (pronunciado Táⁿ-káu en lengua taiwanesa) a Takao (高雄, en japonés). Mientras el sonido seguía permaneciendo aproximadamente igual, el viejo carácter conocido como "el perro ladrador" fue sustituido por el más elegante sonido conocido como "el gran héroe". Después de que el control de Taiwán fuese devuelto a la entonces República de China en 1945, la romanización oficial del nombre de la ciudad fue "Kao-hsiung", basado en la romanización Wade-Giles de la lectura china.
Los japoneses desarrollaron la ciudad, especialmente el puerto. Kaohsiung fue declarada como una municipalidad el 1 de julio de 1979 por el yuan legislativo, el cual aprobó esta propuesta el 19 de noviembre de 1978. El famoso incidente posterior de Kaohsiung ocurrió en la ciudad en el mes de diciembre de 1979, con las primeras manifestaciones en Taiwán reclamando el fin de la dictadura del Kuomintang y los choques con los que las contuvo la policía.

## Política
Debido a la posición de Kaohsiung como la segunda ciudad en importancia de Taiwán, la oficina del alcalde es vista como una prestigiosa posición política, incluso a veces es considerada como un contrapeso al alcalde de Taipéi.
Kaohsiung es vista, a veces, como el espejo de la imagen política de Taipéi. Mientras la zona norte de la isla está inclinada hacia el Kuomintang, la zona sur de la isla ha estado tradicionalmente inclinada a los independentistas taiwaneses, y Kaohsiung no es una excepción en este apartado. Frank Hsieh fue reelegido dos veces como alcalde de Takau, donde fue ampliamente acreditado con la transformación de la ciudad desde una ciudad meramente industrial a una moderna metrópolis. Hsieh abandonó la alcaldía para tomar parte en la oficina del presidente de la República de China en 2005.

## Transportes

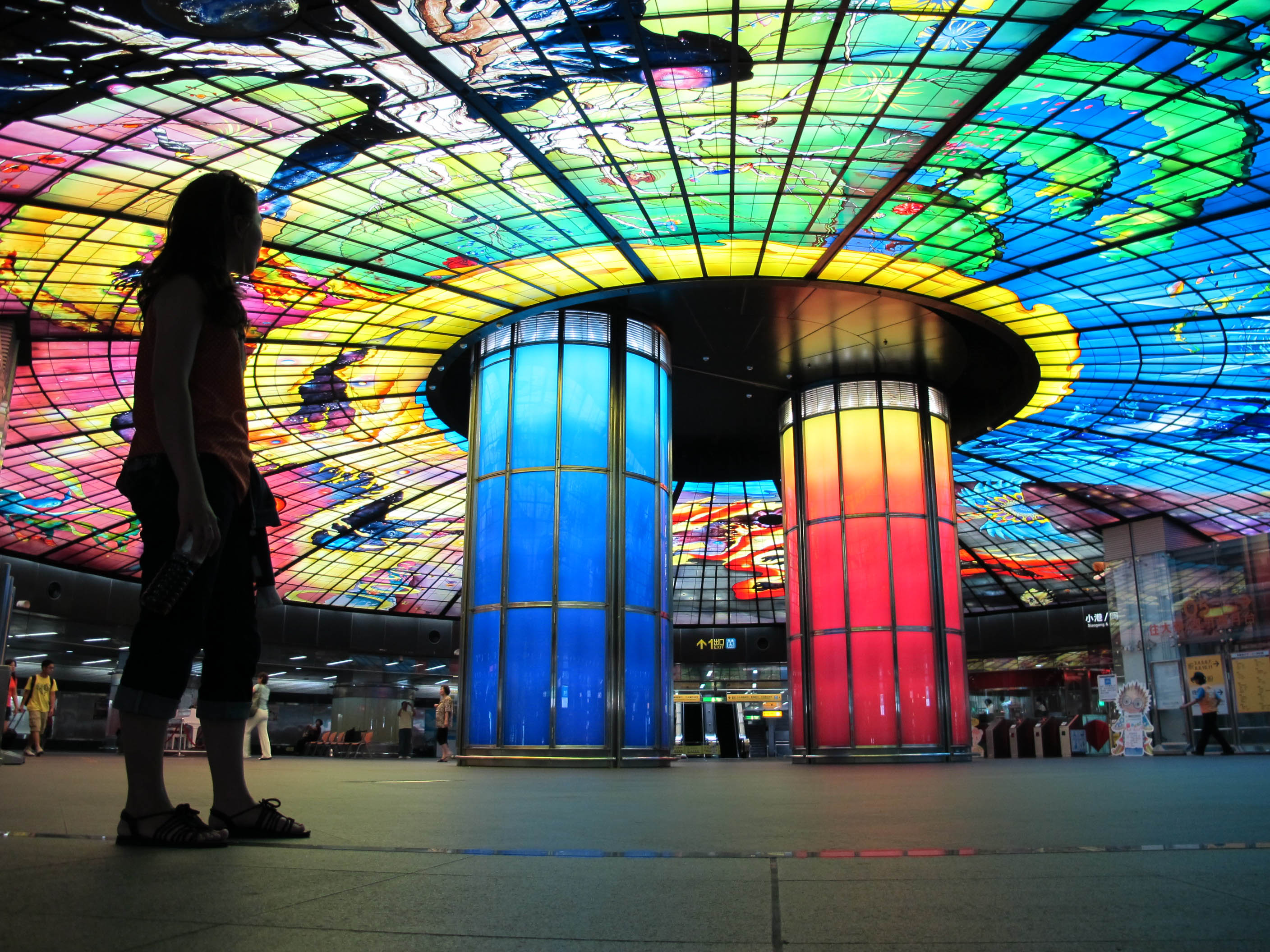
Estación de metro Formosa Boulevard

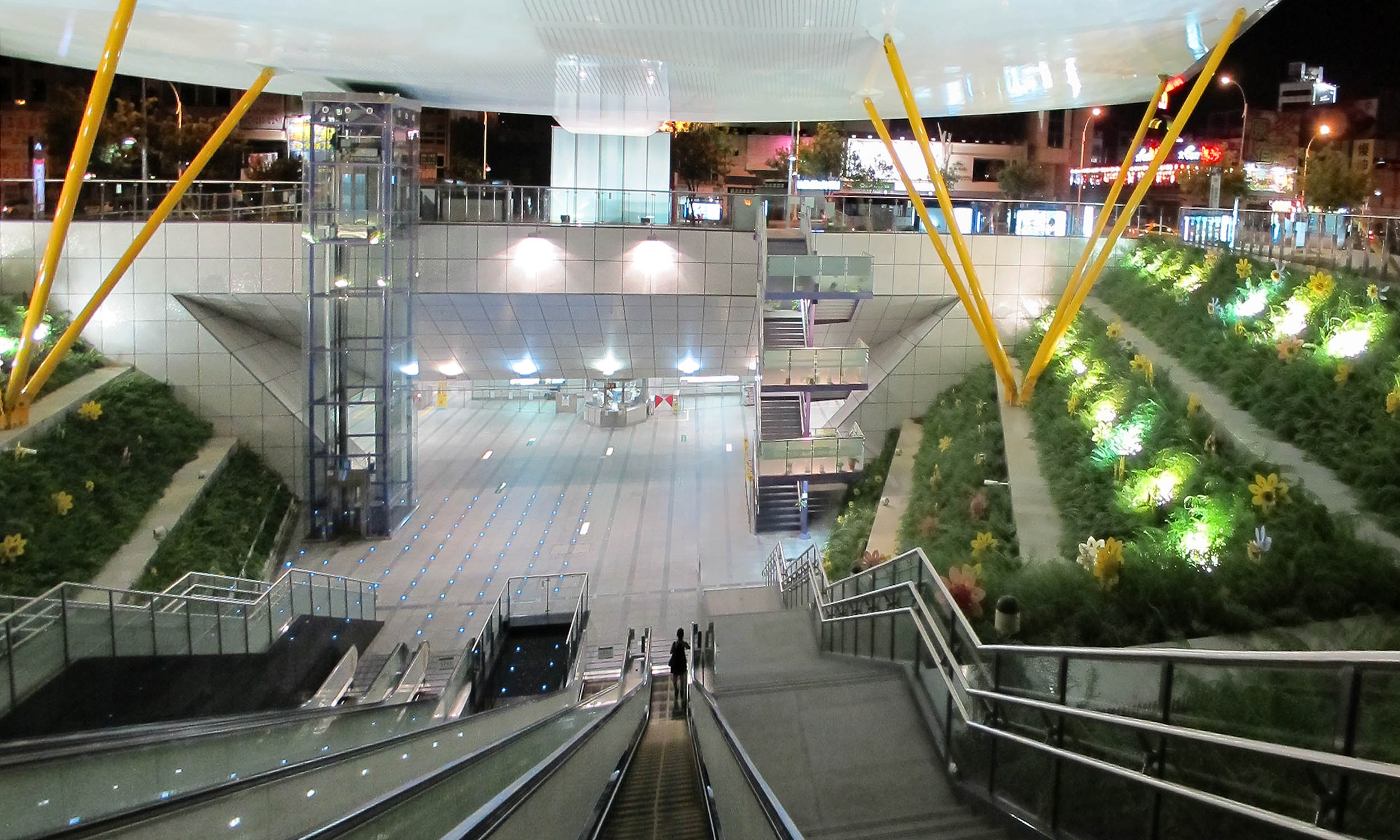
Estación de metro Central Park

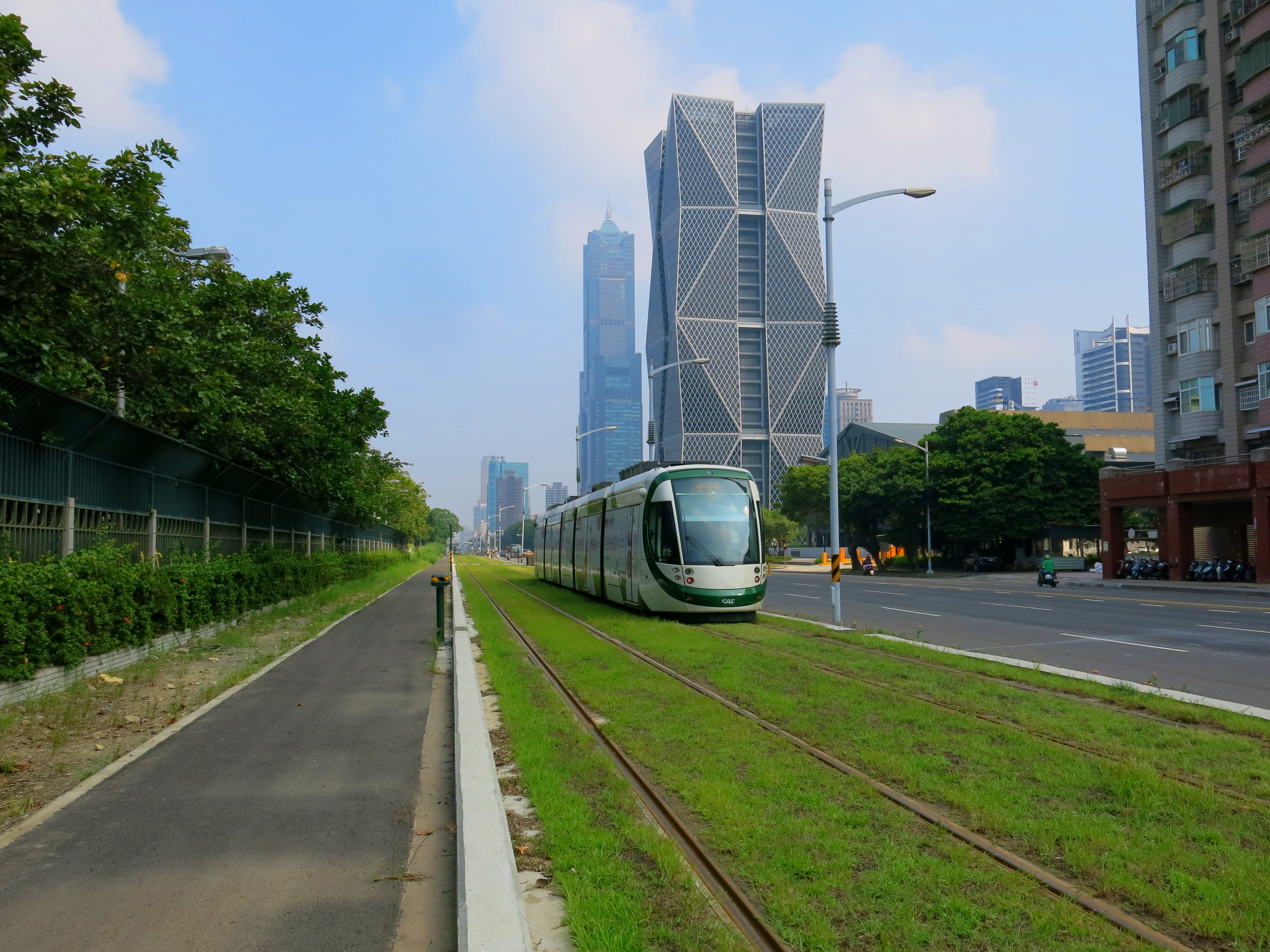
Tren ligero de Kaohsiung

Kaohsiung, conocida como la capital portuaria de Taiwán, ha tenido siempre una fuerte unión con el océano y el transporte marítimo. Los ferry desempeñan un papel clave en los transportes cotidianos de cada día, desempeñando a veces el papel que en otras ciudades desempeñan los autobuses, especialmente en el transporte para cruzar el puerto. El puerto de Kaohsiung es, a la vez, el puerto comercial más grande de Taiwán y uno de los más grandes el mundo debido a sus medidas. Sin embargo, este puerto no es oficialmente una parte de la ciudad de Kaohsiung, en vez de eso es administrado por las autoridades portuarias del gobierno de la República de China. Actualmente, existen demandas para que el Puerto de Kaohsiung sea añadido oficialmente a la ciudad, con el objetivo de facilitar más fácilmente la planificación regional.
Kaohsiung alberga, también, el segundo aeropuerto más grande de Taiwán, por detrás del de Taipéi, el Aeropuerto Internacional de Kaohsiung, que se encuentra en el área sur de la ciudad, en el distrito de Siaogang. 
El nuevo sistema de metro KRTS vio inauguradas sus dos primeras líneas en 2008, y actualmente dos de sus estaciones, Central Park y Formosa Boulevard, están consideradas entre las 50 más bellas del mundo. Una ruta de viajes ligeros también será construida en breve, en cuanto los fondos estén disponibles circulando por la parte centro de Kaohsiung. En 2004, el gobierno municipal acordó con Siemens AG la construcción de dos estaciones de la ruta circular en el parque Central, para demostrar la viabilidad de construir dicha ruta de viajes ligeros en Kaohsiung y aliviar de esta manera las preocupaciones de algunos residentes por el impacto negativo de dicha construcción tanto en el ruido como en el tráfico. 

## Atracciones
- El río Ai (El río del amor)
- La batería Chihou
- El ferry Chijin
- Fengshan
- Fo Guang Shan
- El mercado nocturno de Liouho

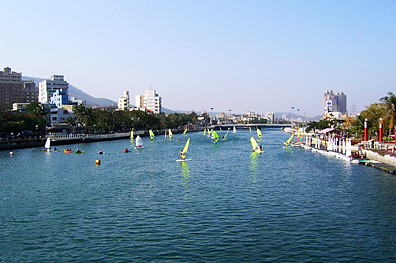
Río del Amor

- La antigua estación de ferrocarril de Takau
- El área escénica de Sizihwan
- Tuntex Sky Tower
- El lago Lotus de Zuoying, en el que se encuentran las pagodas del Tigre y el Dragón

## Educación
- Primera Universidad Nacional de Ciencia y Tecnología de Kaohsiung
- Universidad Nacional Marítima de Kaohsiung
- Universidad Nacional Normal de Kaohsiung
- Universidad Nacional de Ciencias Aplicadas de Kaohsiung
- Universidad Nacional Sun Yat-sen
- Universidad Nacional de Kaohsiung
- Universidad de Idiomas Extranjeros Wenzao

## Hermanamientos
- Brisbane (Australia)
- Ciudad de Belice (Belice)
- Barranquilla (Colombia)
- Cartago (Costa Rica)
- Hachiōji (Japón)
- Blantyre (Malaui)
- Cebú (Filipinas)
- Durban (Sudáfrica)
- Busan (Corea del  Sur)
- Colorado Springs (Estados Unidos)
- Honolulu (Estados Unidos)
- Knoxville (Estados Unidos)
- Little Rock (Estados Unidos)
- Macon (Estados Unidos)
- Ciudad de Panamá (Panamá)
- Miami (Estados Unidos)
- Mobile (Estados Unidos)
- Pensacola (Estados Unidos)
- Plains (Estados Unidos)
- Portland (Estados Unidos)
- San Antonio (Unidos Unidos)
- Seattle (Estados Unidos)
- Tulsa (Estados Unidos)
- Da Nang (Vietnam)